# Anura Kumara Dissanayake
Dissanayaka Mudiyanselage Anura Kumara Dissanayake (Galewela, Šri Lanka, 24. studenoga 2024.), poznat i po inicijalima AKD, šrilankanski je političar i deseti predsjednik Šri Lanke, koju dužnost obnaša od 23. rujna 2024. godine. Aktualni je predsjednik socijalističke stranke Janatha Vimukthi Peramuna (JVP) i vođa koalicije National People's Power (NPP).
Dissanayake se u JVP uključio tijekom studija, na kojemu je aktivno sudjelovao u politici sveučilišta, a potom se 1995. godine priključio politbirou JVP-a. Član je parlamenta Šri Lanke od rujna 2000. godine. Obnašao je dužnost ministra poljoprivrede, stoke, zemlje i navodnjavanja od 2004. do 2005. godine te djelovao kao Chief Opposition Whip od 2015. do 2018. godine. Imenovan je za predsjednika JVP-a na 17. nacionalnoj konferenciji stranke 2. veljače 2014. godine.
Mediji ga opisuju kao marksista i neomarksista. Predsjedništvo je osvojio na temelju antikorupcijskih politika te obećanja za borbu protiv siromaštva.

## Životopis
Dissanayake je rođen 24. studenoga 1968. godine u naselju Galewela u Središnjoj provinciji Šri Lanke. Otac mu je imao uredski posao, a majka mu je bila kućanica koja je uz njega odgajala i kćer.
Školovao se u Thambuthegama Gamini Maha Vidyalaya i Središnjem koledžu Thambuthegama, na kojemu je bio prvi učenik koji je stekao pravo studija na sveučilištu. Zbog svoje uključenosti u politiku tijekom školovanja, Dissanayake se učlanio u JVP 1987. godine i bio aktivan sudionik u političkim događanjima na sveučilištu. Početkom ustanka JVP-a 1987. – 1989. počeo se ozbiljnije baviti politikom. Upisao je Sveučilište u Peradeniyi, iz kojeg se ubrzo ispisao zbog opasnosti od suzbijanja ustanka putem paravojnih postrojbi. Zatim je upisao Sveučilište u Kelaniyi godinu dana kasnije, 1992. godine, na kojemu je diplomirao.